# Onthophagus variegatus
Onthophagus variegatus är en skalbaggsart som beskrevs av Fabricius 1798. Onthophagus variegatus ingår i släktet Onthophagus och familjen bladhorningar. Inga underarter finns listade i Catalogue of Life.